# Ataquines
Ataquines ist ein Ort und eine spanische Gemeinde mit 573 Einwohnern (Stand: 2024) im Süden der Provinz Valladolid der Region Kastilien-León.

## Lage
Der Ort Ataquines liegt in der Iberischen Meseta ca. 60 km (Fahrtstrecke) südlich von Valladolid bzw. knapp 18 km südöstlich von Medina del Campo in einer Höhe von ca. 800 m ü. d. M. Das Klima im Winter ist kalt aber nur selten frostig, im Sommer dagegen warm bis heiß; der spärliche Regen (ca. 400 mm/Jahr) fällt verteilt übers ganze Jahr.

## Bevölkerungsentwicklung
| Jahr      | 1842 | 1900  | 1950  | 2000 | 2016 |
| Einwohner | 720  | 1.300 | 1.530 | 858  | 584  |

Der kontinuierliche Bevölkerungsrückgang in der zweiten Hälfte des 20. Jahrhunderts ist im Wesentlichen auf die Mechanisierung der Landwirtschaft und den damit einhergehenden Verlust an Arbeitsplätzen zurückzuführen.

## Wirtschaft
Die Einwohner lebten jahrhundertelang hauptsächlich als Selbstversorger von der Landwirtschaft, zu der auch ein wenig Viehzucht (Schafe, Ziegen, Hühner) und in geringem Umfang auch der Weinbau gehörte. Erwirtschaftete Überschüsse konnten auf den Märkten von Medina del Campo verkauft werden.

## Geschichte
Im 8. Jahrhundert wurde das Gebiet von den Mauren erobert. Im 10. Jahrhundert eroberten vereinigte leonesisch-kastilische Heere unter der Führung des kastilischen Grafen Fernán González die entvölkerten Flächen südlich des Duero, doch machte der maurische Heerführer Almansor Ende des 10. Jahrhunderts die Erfolge wieder zunichte. Nach der endgültigen Rückeroberung (reconquista) durch Alfons VI. im ausgehenden 11. Jahrhundert wurde das nahezu menschenleere Gebiet neu besiedelt; der Ort Ataquines gehörte zum Königreich León. Nach vorangegangenen Versuchen vereinigte sich León im Jahr 1230 endgültig mit dem Königreich Kastilien. Seine Blütezeit erlebte der Ort im ausgehenden Mittelalter und in der frühen Neuzeit.

## Sehenswürdigkeiten
- Die größtenteils aus Ziegelsteinen erbaute Iglesia de San Juan Bautista ist Johannes dem Täufer geweiht. Die Kirche wurde erst im 17. Jahrhundert anstelle einer Burg (castillo) auf dem höchsten Punkt des Ortes errichtet und beeindruckt durch ihren Glockenturm im Stil der Renaissance. Der einschiffige Bau ist tonnengewölbt und verfügt über ein Querhaus; die Kuppel der Vierung ruht auf Pendentifs. Das Innere der Kirche beherbergt mehrere barocke Schnitzaltäre und eine qualitätvolle Figur der Unbefleckten Empfängnis (inmaculada), die von einigen dem Barock-Bildhauer Juan de Ávila zugeschrieben wird.[5]
- Vor der Kirche stehen mehrere Sitzbänke, die aus alten Grabplatten zusammengesetzt sind.